# By the Sun's Rays
By the Sun's Rays é um filme mudo norte-americano de 1914, do gênero faroeste, estrelado por Lon Chaney. Este é agora considerado o filme mais antigo de Chaney que não é perdido.

## Elenco
- Murdock MacQuarrie - John Murdock
- Lon Chaney - Frank Lawler
- Seymour Hastings - John Davis
- Agnes Vernon - Dora Davis
- Richard Rosson - Bandido
- Eddie Lyons